# Harrier II
Az AV–8B Harrier II az angol Harrier továbbfejlesztett változata, függőleges fel- és leszállásra képes vadászbombázó repülőgép, melyet az Egyesült Államokban gyártanak. Utódja az F–35 Lightning II lesz.